# 苏联国家建设委员会
国家建设和投资委员会（俄语：Государственный комитет СССР по строительству и инвестициям）是1950-1991年苏联政府最高行政机关部长会议的附属机构，简称国家建设委员会，专司全苏维埃联盟内的建设事务。根据苏联宪法规定，国家建设委员会是苏联部长会议下的永久性机构，机构的徽章为苏联国徽。作为技术性委员会，建设委员会是国家计划委员会与实际工程建设中间的过渡机构。它的主要任务是确立工程设计和建设中的各项指标，同时监督、审核所有建设相关部门提交的计划和报告。

## 历史
1917年12月，苏俄政府开始管理国家建设行业，并于1918年成立附属于最高经济会议的国家建筑委员会，肩负建设行业的监管任务。1919年12月1日，根据苏俄人民委员理事会的指令，所有施工合同必须受到国家的控制。至1921年政府完全控制了施工合同的签订，成为国内建设行业唯一的客户。1922年建筑委员会改名国家建筑总局，其下属的国家建设办公室被简称为，即现今对建设委员会的通称。1924年5月17日，建筑总局被解散，附属的部门则被相关的人民委员部所接收。
1938年，据苏联人民委员理事会的指令，政府组织了建设事务委员会。委员会的主要任务是管控相关项目和工程进度、制定行业规范与技术标准。1939年，委员会的任务被转移到人民委员理事会下属的建设人民委员部。第二次世界大战期间，建设人民委员部和机械建设总局共同负责修造苏联军工设施。在战争结束后，人民委员理事会下令组建了一个新的机构-建筑事务委员会，负责对修建城镇的授权、修订建筑标准并提供建筑模型。同时，建筑事务委员会还需要引领研究和教学机构在建筑工程方面的发展，每个城市也因此增添了一名总建筑师的职位。
1946年1月19日，建设人民委员部被拆分成为多个人民委员部，当时的建设项目越来越多，建设相关的技术和管理体系越加庞大，因此苏联决定成立一个集中管理相关事务的机构。1950年5月9日，苏联部长会议国家建设委员会正式成立。
建设委员会最初的主要任务是对由各部门上交给部长会议批准的企业、建筑、设施进行审计，同时监察政府部门对工程项目中的设计和建设问题的决策。因为不同部门在设施的设计和建设上没有统一的规划，为了避免浪费各项工程成本，建设委员会自1952年开始居中协调所有部门和建设相关的设计和估算。
1955年开始，在苏共中央委员会及部长会议联合第1871号政令下，苏联全联盟范围内开始建设功能性住房，新建“赫鲁晓夫楼”（即单元房）。在这份文件中国家建设委员会被批评无法满足减去建筑的设计和施工中多余的元素的要求，因而促成了委员会发展出一套分两个阶段的设计系统，并推行了新的建筑相关的规范和标准。第六届最高苏维埃于1962年对建设委员会进行了整合，于1965年时通过决议《关于改变工业管理系统和改组某些其他国家管理机构》，使得部长会议成为国家建设委员会的直接领导。在后来的二十年中，国家建设委员会多次改名。
1986年8月24日，苏共中央委员会及部长会议下达第970号政令，规定建设委员会转型为建筑委员会，并于11月19日通过了相关的修正案。12月22日，部长会议规定了新的建筑委员会的任务。委员会将会制定全联盟统一的技术政策，以此提高基建效率、确保技术的进程和质量提高。委员会还需要发展建设业，改善城市规划、建筑设计及相关的预算。这代表了苏联所有建筑设计、施工标准、建筑材料价目都需要得到建委的审核。
1987年11月30日开始，国家建设委员会体系内所有组织的经费需要自己承担。1991年4月1日，国家建设委员会改名为国家建设和投资委员会。11月4日，在部长会议的决议下，所有部门开始清算资产，包括国家建设委员会。至12月1日，委员会的所有资产清算完毕，在它管辖内的位于俄罗斯境内的所有企业、组织、机构都根据俄罗斯总统在11月28日发布的第242号命令，被归入俄罗斯建设和住房公共服务部。

## 机构名称沿革
国建委自1950年正式成立至1991年苏联解体为止，官方名称有多次改变。
| 官方名称                       | 上级机构          | 有效日期       | 有效日期       | 主席     | 副主席   | 相关法规 |
| 官方名称                       | 上级机构          | 起始           | 结束           | 主席     | 副主席   | 相关法规 |
| ------------------------------ | ----------------- | -------------- | -------------- | -------- | -------- | -------- |
| 苏联部长会议国家建设委员会     | 部长会议          | 1950年5月9日   | -              | 索科洛夫 | 库切连科 | -        |
| 苏联部长会议国家建设理事会     | 部长会议          | 1962年12月13日 | 1963年1月21日  | 诺维科夫 | -        | -        |
| 苏联部长会议国家建设事务委员会 | 部长会议          | 1963年1月21日  | 1963年12月19日 | 诺维科夫 | -        | -        |
| 苏联国家建设委员会             | 部长会议          | 1963年12月19日 | 1965年10月2日  | 诺维科夫 | -        |          |
| 苏联部长会议国家建设事务委员会 | 部长会议          | 1965年10月2日  | 1978年7月5日   | 诺维科夫 | -        | -        |
| 苏联国家建设委员会             | 部长会议          | 1978年7月5日   | 1986年11月19日 | 诺维科夫 | 巴什洛夫 | -        |
| 苏联国家建筑委员会             | 部长会议          | 1986年11月19日 | 1991年4月1日   | 巴塔林   | 谢罗夫   | [ 27 ]   |
| 国家建设和投资委员会           | 内阁会议 和国务院 | 1991年4月1日   | 1991年12月1日  | 谢罗夫   | -        | -        |

## 机构设置

### 中央部门
国家建设委员会在莫斯科的总部共有约800名工作人员，主要分属在下列部门中：
- 人事资源处
- 研究和发展处
- 工业结构设计总局
- 科学和技术理事会
- 事务管理处（即秘书处）
- 国家建设稽查处
- 机械化建设处
- 工业区设计和建设处
- 组织和建设经济处
- 建筑材料耗费处
- 外交处
- 科学和技术信息及出版处
- 建设基准和估价处
- 劳工组织和规定处
- 设计调查工作处
- 技术标准化和规章化处

### 加盟国
苏联中央政府的国家建设委员会在各加盟国设有对应的建设委员会，委员会这种联盟-共和国的机构体系由苏联宪法规定。加盟共和国的国家建设委员会建立时间大部分为1955年，各自治共和国的体制内也有行使类似任务的机构，但是不属于国家建设委员会的体系，成立时间也各不相同。下列是拥有国家建设委员会的联盟成员国：
- 亚美尼亚苏维埃社会主义共和国
- 阿塞拜疆苏维埃社会主义共和国[31]
- 白俄罗斯苏维埃社会主义共和国
- 格鲁吉亚苏维埃社会主义共和国[32]
- 吉尔吉斯苏维埃社会主义共和国[33]
- 拉脱维亚苏维埃社会主义共和国
- 立陶宛苏维埃社会主义共和国
- 摩尔达维亚苏维埃社会主义共和国
- 乌兹别克苏维埃社会主义共和国
- 乌克兰苏维埃社会主义共和国[34]
- 塔吉克苏维埃社会主义共和国
- 土库曼苏维埃社会主义共和国
- 爱沙尼亚苏维埃社会主义共和国
- 俄罗斯苏维埃联邦社会主义共和国[35][36]

- 哈萨克苏维埃社会主义共和国：于1958年设立，1991年时转型为哈萨克斯坦共和国房屋建设和区域发展部。[37]

下列是各自治共和国的相关机构：
- 巴什基尔苏维埃社会主义自治共和国[38].
- 科米苏维埃社会主义自治共和国：1946年3月27日，科米部长会议设立建筑事务办公室，在此基础上于1955年10月改名建设和建筑事务办公室。1959年4月1日至1961年9月28日，建设办为科米公共服务部的附属机构。最后转型为科米部长会议建设和建筑局。[39]
- 马里苏维埃社会主义自治共和国：1944年成立，名为马里共和国建设和建筑办公室，于1967年废置。[40]
- 图瓦苏维埃社会主义自治共和国：1961年10月，在原有的地区建筑部的基础上设立了图瓦部长会议建设和建筑办公室。1981年，建设办转型为图瓦自治共和国国家建设委员会。[41]
- 乌德穆尔特苏维埃社会主义自治共和国：1961年11月2日，设立乌克兰部长会议建设和建筑办公室，于1980年3月15日改名为乌德穆尔特自治共和国部长会议国家建设委员会。1990年9月，重命名为乌德穆尔特自治共和国国家建设和建筑委员会。[42]
- 楚瓦什苏维埃社会主义自治共和国：1979年12月6日，楚瓦什最高常委会下达指令，基于部长会议建设和建筑办公室设立国家建设委员会。[43]
- 雅库特苏维埃社会主义自治共和国：1980年1月25日，雅库特最高常委会下达指令，基于1944年5月建立的建设和建筑办公室设立国家建设委员会。[44]

## 机构管理和运作

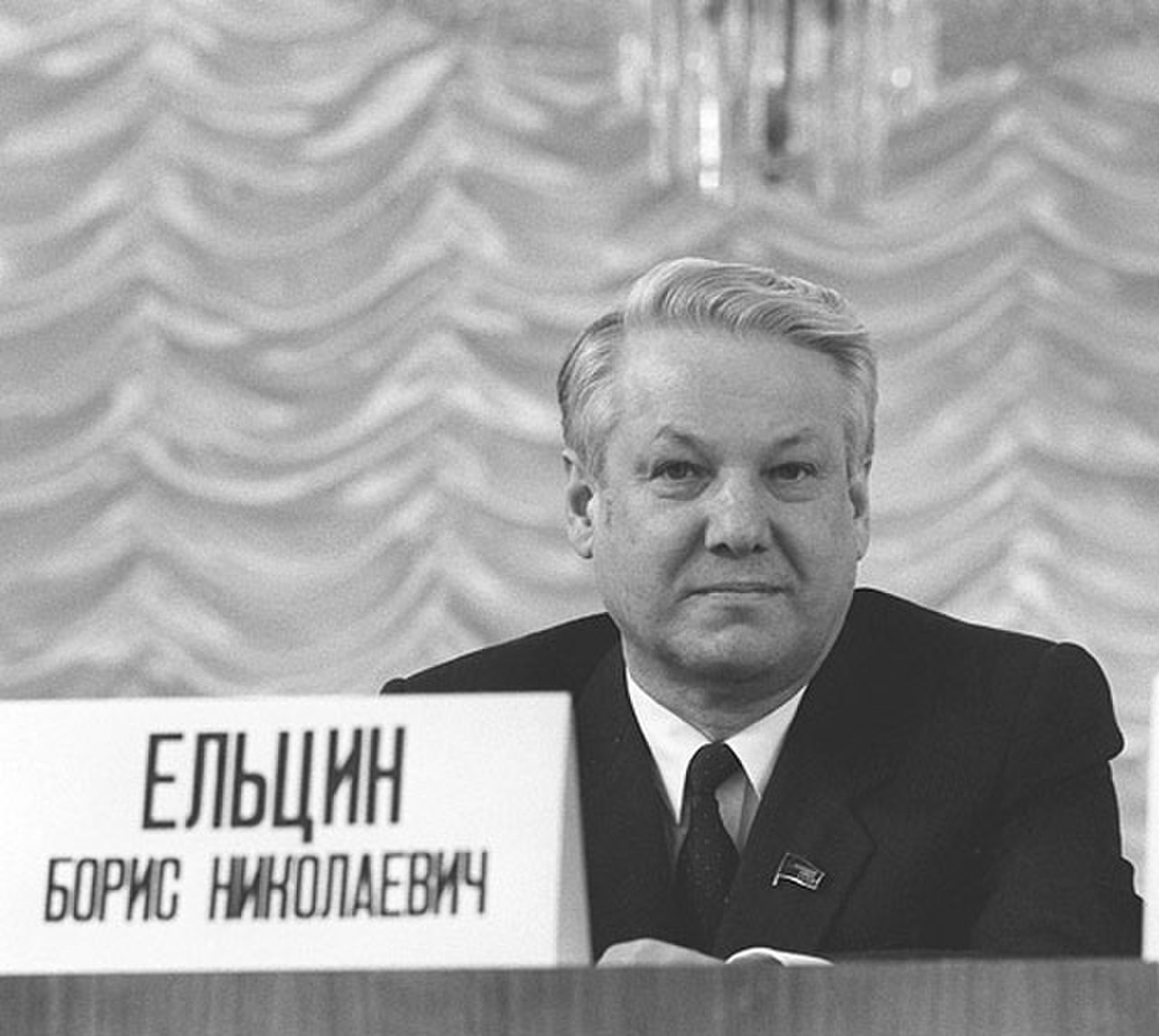
上图为1989年时任国建委第一副主席的叶利钦

每届最高苏维埃会根据宪法钦定国家建设委员会的主席，并由主席任命其副手。在1953年改宪后，国建委主席列席部长会议。国建委的直属机构保持约5万4千名雇员，其中包括了8000名科学家、34000名技工以及10000名工厂工人，各加盟国的下属机构则总计雇用了约18万名雇员。根据国建委1986年12月22日发布的规定，全联盟国建委体系由多个主体构成。除各共和国及联盟的建设委员会外，在中央下辖国家土木及建筑工程委员会和交通建设部等建设相关的委员会/部，地方上则下辖所有苏联体制内共和国的建设相关部门，如共和国的建设部及其附属的研究机构、企业等。任何直属于部长会议或当地执行委员会的建设相关部门也被划分在国建委的管辖范围内。
任何建设相关的项目，如建筑、铁路、工业建设、水坝等，都需要通过在莫斯科的建设委员会的审批，这些项目的选址、施工管理则会由当地的共和国级别的或城市级别的建设委员会进行管理。地方上的建设委员会一般对下级所有的建设委员会的管理负责，包括准备所有建设图纸的设计、所有材料供应商、建筑工人签订过的合同。如果在处理过程中出现任何问题，由地方建设委员会决定是否交由上级的建设委员会代为解决。

### 规范及标准制定
苏联在建设方面的法规基本用“规范”或“标准”来指代，司法上具有同等效应。建设委员会主要审核制定了两套法规，分别是针对苏联全联盟范围所编写的《建筑标准规范》和将苏联中央政府各机关制定的相关法规汇总的《部门建筑规范》。
在《建筑标准规范》中，各类建筑物、基础设施的设计与施工以及各种设备的研究制造的基本要求和预算费用都以单行法的方式推出。建设委员会根据情况会审批符合条件的新标准，替换旧有的条例，同时根据联盟内地理影响而为不同地区制定不同标准。为对《部门建筑规范》进行更详细的解释和规范，委员会推出《建筑规范》，在里面规定了详细的技术要求、对施工流程也提出了完善的标准。《部门建筑规范》同样为全联盟施行的法规文件，里面包含了技术条件等相关细则和标准，所有条款都必须通过建设委员会的审批才能施行。
在制定新的标准的过程中，建设委员会需要来自建设行业的从业者的参与，专业的顾问、各级建委和工厂都会对新的标准进行复核。在此之前，标准条款会带来的负面影响都必须作出说明，建设委员会将会在认为议案可以代表行业共识的情况下才正式施行。

### 施工管理和成本控制
为制造商品或建造建筑，建设委员会直接与工厂和工人签订相关合同。委员会通常的估价会比实际花费多12-15%，其中一部分会回流给联盟政府，其余部分则会用来给予奖金、补贴劳工亲属的护理花费、增加工厂附属疗养院的娱乐设施。当遇到火灾等情况时，也会有相应的经济补助。由于整个组织中的所有劳动者都被用于成本控制的奖金制度所涵盖，超过规定时间进行生产的记录很容易可以找得到。但是在体系的运作过程中有一些问题也难以发现，如建设行业的工人普遍没有在预制厂的工人收入高，致使很多经验丰富的建筑工人转行到工厂工作。
在项目的施工过程中，建设委员会使用过两种管理方式，一种为分担给多个负责不同任务的信托机构，另一种则是将项目全权委托给集团处理。委员会在早期会专门令一个机构负责上层建筑、另一机构负责电路架设等等，建筑中不同方面的建设由多个机构分别承担。后来，委员会采取了新式的管理方式，即交由集团负责项目中所有事务。预制厂、建设机构都被统一管理，使得旗下工厂和工人可以贯彻实施一站式方案。